# Aeroportul Whitsunday Coast
Aeroportul Whitsunday Coast (IATA: PPP, ICAO: YBPN) este un aeroport din Queensland, Australia ce deservește zona Proserpine⁠(d). Aeroportul a fost tranzitat în 2022 de 464.540 de pasageri. A fost deschis în 1951.
Situat la o altitudine de 24 m, aeroportul dispune de o singură pistă. Este operat de Whitsunday Region⁠(d).